# Natalia Pogonina
Natalia Pogonina (Natalija Pogonina) é uma jogadora de xadrez da Rússia com participação na Olimpíada de xadrez de 2008 a 2014. Conquistou a medalha de ouro individual no tabuleiro reserva e por equipes em Istambul 2012 e a medalha de ouro por equipes em Tronsø 2014. Conquistou a medalha de ouro por equipes e individual no primeiro tabuleiro reserva no Campeonato Europeu Feminino de xadrez de 2011, realizado em Porto Carras; e a medalha de prata por equipes e de bronze individual no terceiro tabuleiro no Campeonato Europeu Feminino de 2013, realizado na Varsóvia. Foi finalista do Campeonato Mundial Feminino de Xadrez de 2015, tendo perdido a final para Mariya Muzychuk.